# برترام براكن
برترام براكن (بالإنجليزية: Bertram Bracken)‏ هو كاتب سيناريو ومخرج وممثل أمريكي، ولد في 10 أغسطس 1879 في سان أنطونيو في الولايات المتحدة، وتوفي في 1 نوفمبر 1952 في كاثيدرال سيتي في الولايات المتحدة.

## وصلات خارجية
- برترام براكن على موقع IMDb (الإنجليزية)
- برترام براكن على موقع أول موفي (الإنجليزية)
- برترام براكن على موقع قاعدة بيانات الأفلام السويدية (السويدية)
- برترام براكن على موقع قاعدة بيانات الفيلم (الإنجليزية)
- برترام براكن على موقع كينوبويسك (الروسية)